# KBRW
Koordinaten: 71° 15′ 24″ N, 156° 31′ 32″ W
KBRW oder KBRW-FM oder KBRW-AM ist ein US-amerikanischer öffentlicher Sender aus Utqiaġvik im US-Bundesstaat Alaska. KBRW sendet sowohl auf der UKW-Frequenz 91,9 MHz als auch auf der Mittelwellen-Frequenz 680 kHz. Eigentümer und Betreiber ist die Silakkuagvik Communications, Inc.
Die Station sendet Warnungen des Emergency Alert System (EAS), AMBER-Meldungen und Wetterwarnungen sowie regionale und internationale Nachrichten.

## Geschichte
KBRW ging am 22. Dezember 1974 als nicht-kommerzielle Community-Radiostation für die rund 10.000 Bewohner dieser Region Alaskas auf Mittelwelle und UKW auf Sendung. Der Aufbau der Station wurde vom US-Bundesstaat Alaska unterstützt. Die Station sendet seitdem ein Programm für die North-Slope-Region um Utqiaġvik, Point Hope, Point Lay, Wainwright, Atqasuk, Nuiqsut, Prudhoe Bay und Kaktovik.